# Valantia calva
L'erba croce di Linosa (Valantia calva Brullo) è una pianta erbacea della famiglia delle Rubiaceae, endemica dell'isola di Linosa.

## Descrizione
È una pianta alta 2–10 cm, gracile, con portamento prostrato-ascendente.

Ha foglie spatolate (1-2 x 2–4 mm), glabre. 

I fiori sono bianchi, di piccole dimensioni (1–2 mm), con 3 cornetti molto brevi all'apice.

## Distribuzione e habitat
Endemica di Linosa, forma praterelli effimeri sulle pendici di sabbia lavica del Monte Vulcano e di Montagna Rossa, ad una altitudine di 180 – 195 m.

## Conservazione
La specie non è stata ufficialmente valutata dalla IUCN.
La Lista Rossa della Flora italiana del 2001 la classifica come specie in pericolo di estinzione.